# Punkaharju
Punkaharju è stato un comune finlandese, avente 3645 abitanti a fine 2012, situato nella regione del Savo meridionale. Il 1º gennaio 2015 fu aggregato al comune di Savonlinna